# Osmolice Drugie
Osmolice Drugie – wieś w Polsce położona w województwie lubelskim, w powiecie lubelskim, w gminie Strzyżewice.
W latach 1975–1998 miejscowość administracyjnie należała do ówczesnego województwa lubelskiego.
Wieś stanowi sołectwo gminy Strzyżewice. Według Narodowego Spisu Powszechnego z roku 2011 wieś liczyła 485 mieszkańców.
Wierni Kościoła rzymskokatolickiego należą (częściowo) do parafii Najświętszej Maryi Panny Królowej Polski w Bystrzycy Starej lub do parafii św. Floriana w Krężnicy Jarej.

## Wydarzenia
Do 31 grudnia 2005 roku Osmolice Drugie stanowiły, wraz z Osmolicami Pierwszymi, część wsi Osmolice. 1 stycznia 2006 roku wieś Osmolice została, na wniosek Rady Gminy Strzyżewice, zlikwidowana przez Ministra Spraw Wewnętrznych i Administracji – w jej miejsce utworzono dwie osobne wsie: Osmolice Pierwsze i Osmolice Drugie.